# Acadèmia de Ciències Socials
L'Acadèmia de Ciències Socials, oficialment i en anglès  Academy of Social Sciences (AcSS) és un organisme representatiu de les ciències socials al Regne Unit. L'acadèmia promou les ciències socials mitjançant el patrocini de la Campanya per a les Ciències Socials, els seus vincles amb el govern en una varietat de qüestions i el seu propi treball polític en emetre comentaris públics, respondre a consultes oficials i organitzar reunions i esdeveniments sobre ciències socials. Confereix el títol de Fellow als científics socials nomenats després d'un procés de revisió per parells. L'acadèmia inclou més de 1000 becaris i 41 societats docents amb seu al Regne Unit i Europa.